# 1976 في الجزائر
فيما يلي قوائم الأحداث التي وقعت خلال عام 1976 في الجزائر.

## أحداث
- 27 يونيو – المصادقة على الميثاق الوطني عبر استفتاء عام.
- 19 نوفمبر – المصادقة على الدستور الثاني للبلاد عبر استفتاء عام والذي يعطي صلاحيات واسعة للرئيس.
- 10 ديسمبر – انتخب هواري بومدين رئيسا للبلاد. الانتخابات الرئاسية الجزائرية 1976

## سياسة

### تعيين في المنصب
- 10 ديسمبر – هواري بومدين رئيس الجزائر.

## مواليد

### يناير
- 28 يناير – سمير خربوش لاعب كرة قدم جزائري.

### مارس
- 5 مارس – كمال هبري لاعب كرة قدم جزائري.
- 12 مارس – ميلود حميدة كاتب وشاعر ومترجم.

### يونيو
- 3 يونيو – سمير زاوي لاعب كرة قدم جزائري.
- 29 يونيو – محمد بحاري ملاكم جزائري.

### سبتمبر
- 1 سبتمبر – أنور بودجاكدجي لاعب كرة قدم جزائري.
- 10 سبتمبر – عمارعمور
- 16 سبتمبر – صلاح سمادي لاعب كرة قدم جزائري.

### أكتوبر
- 15 أكتوبر – محمد بداش لاعب كرة قدم جزائري.
- 16 أكتوبر – هشام مزاير لاعب كرة قدم جزائري.
- 18 أكتوبر – سمير جلول لاعب كرة قدم جزائري.

### ديسمبر
- 2 ديسمبر – إسماعيل ديس لاعب كرة قدم جزائري.

## وفيات

### ديسمبر
- 2 ديسمبر – محمد بابا عمر (مواليد 1893)